# Winsley
Winsley è un villaggio e una parrocchia civile della contea del Wiltshire che si trova a est del fiume Avon a ovest di Bradford on Avon, Sud Ovest dell'Inghilterra, Regno Unito.

## Geografia

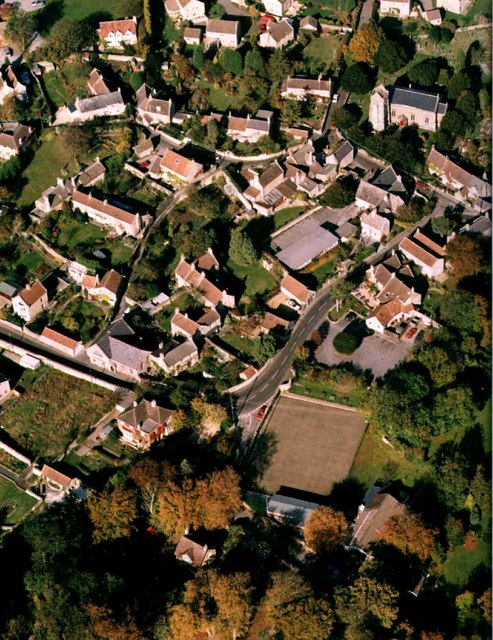
Villaggio di Winsley, visione visto dall'alto

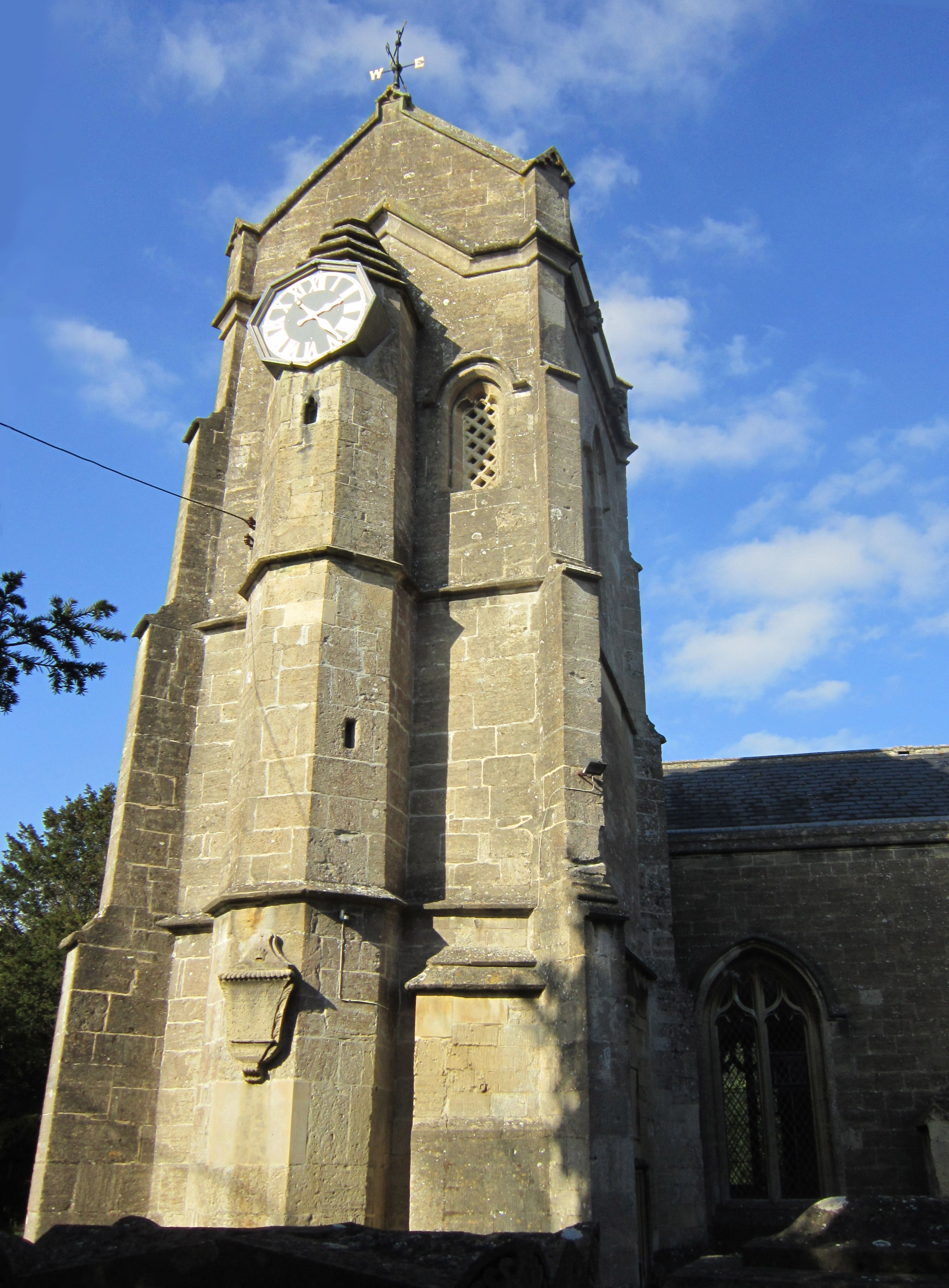
Chiesa di San Niccolò

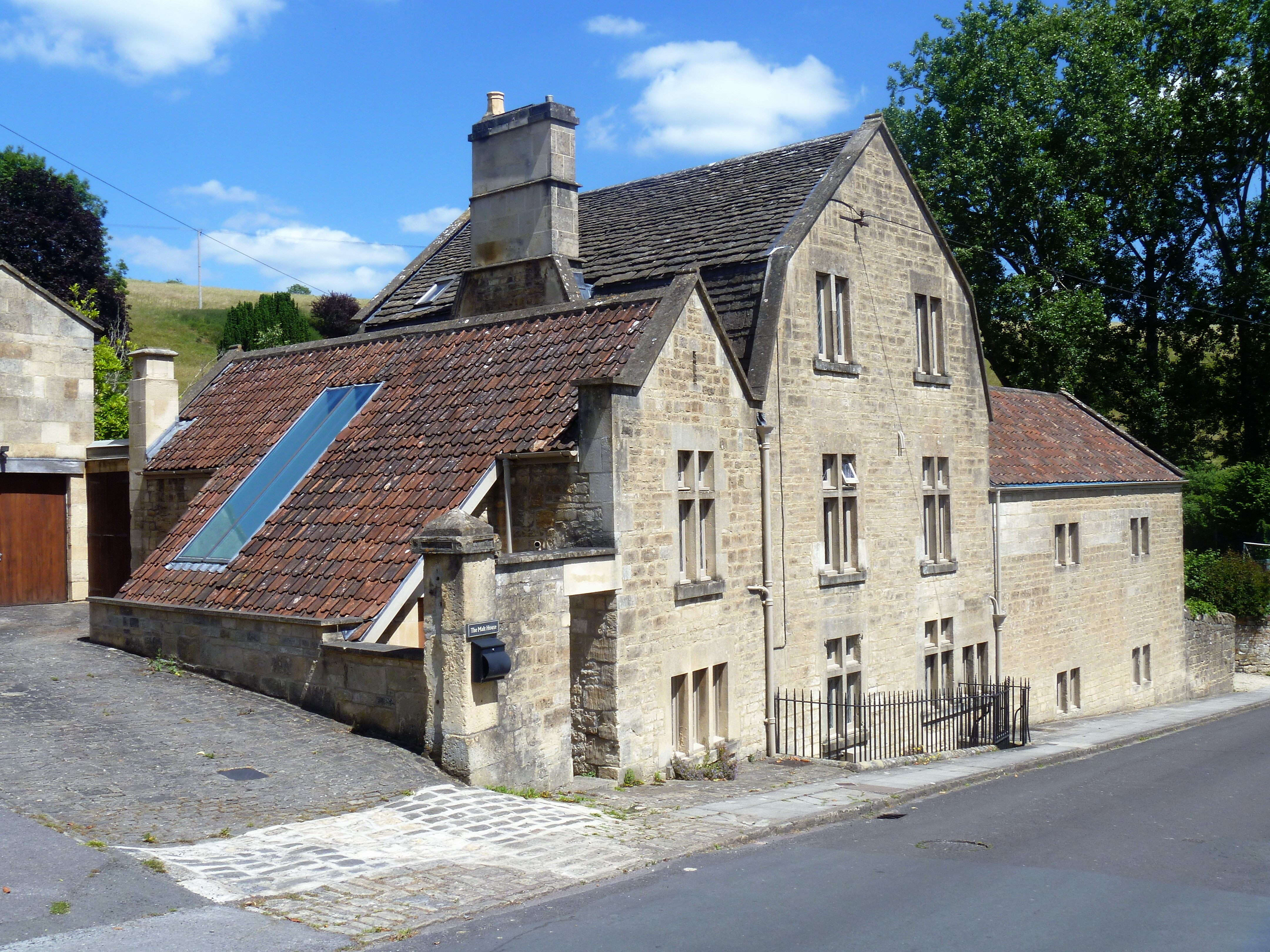
Vecchio maltoio

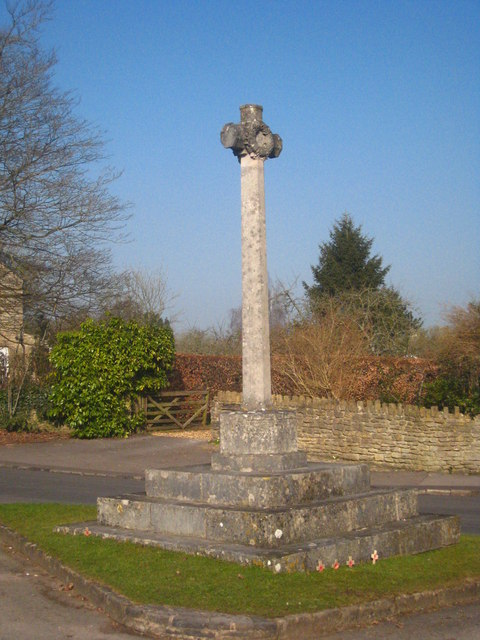
Winsley War Memorial

La parrocchia civile di Winsley si trova a est del fiume Avon a ovest di Bradford on Avon. L'Avon costituisce sia i confini occidentali sia meridionali del territorio che comprende anche Turleigh, gli insediamenti medievali di Hartleigh, Haugh e Ashley e gli insediamenti più recenti di Conkwell e Murhill. Si trova su un altopiano caratterizzato da argilla e calcare a nord e a est e da un'ampia distesa di calcare Great Oolite a ovest e a sud. Il terreno sale da circa 110 metri a est a oltre 150 metri a ovest, prima di scendere ripidamente nella valle dell'Avon. Winsley si trova su una scarpata irregolare, seguita da una strada secondaria tra Bradford e Bath. Turleigh si trova a circa mezzo miglio a est, separata da un pendio ripido e fittamente boscoso, e la strada attraversa una valle simile a una gola con lati alti 90 circa metri. Ci sono molte sorgenti a Turleigh, dove il calcare ricopre un letto di argilla. La più importante di queste è la Trows. Nel territorio scorre l'Avoncliff aqueduct.

## Storia
Ci sono molte prove di attività preistorica, in particolare nella parte settentrionale della parrocchia. Sono stati trovati occasionalmente utensili, raschiatoi e una mazza mesolitici, principalmente vicino a Conkwell e a sud di Inwood. Questi sarebbero stati insediamenti transitori anche se vari reperti neolitici fanno pensare invece ad un'occupazione a lungo termine. Asce, raschiatoi, punte di freccia e altri utensili di selce sono stati trovati a Conkwell e in tre siti a sud di Inwood. Da questi reperti sembra possibile dedurre che la parte settentrionale del territorio sia stato coltivato per parte del periodo neolitico. I reperti dell'età del bronzo sono limitati a punte di freccia in quattro luoghi diversi, ma finora non ci sono prove di insediamenti in questo periodo. Non sono state trovate prove di occupazione durante l'età del ferro, e questa zona forse venne quasi abbandonata dal neolitico all'epoca romana. Senza dubbio tuttavia sarebbe stata utilizzata per la caccia e forse per una quantità limitata di coltivazione. Tra la città romana di Aqua Sulis a Bath e Bradford sarebbe stata occupata e coltivata in particolare a partire dal terzo e quarto secolo d.C. C'era forse una villa a Murhill e un probabile sito di insediamento a Hartleigh. Vicino a quest'ultimo è stata trovata la sepoltura in pietra di un bambino del terzo o quarto secolo. Sono state trovate anche ceramiche, monete, una pietra per affilare e pure un'altra sepoltura che sembrerebbe appartenere alla consistente tenuta romana legata a Bradford come centro amministrativo, fosse probabilmente ben coltivata ma piuttosto scarsamente popolata. Non ci sono prove di insediamenti sassoni ma l'agricoltura deve essere continuata fin dall'epoca romano-britannica poiché è molto probabile che la tenuta romana fosse simile per area alla tenuta sassone che fu concessa al monastero di Santa Maria a Winchester nel 955. Successivamente questa tenuta fu data all'abbazia di Shaftesbury, nella cui proprietà rimase fino al 1540. Non è noto se ci fosse un insediamento abitativo a Winsley a quel tempo o se l'occupazione consistesse in cottage sparsi in mezzo a terreni arabili o in crescita. È possibile tuttavia che uno dei due mulini ad acqua del Domesday fosse a Winsley. Nel XIII secolo c'erano cinque insediamenti, tre dei quali si sono molto ridotti. Winsley viene menzionato per la prima volta come Winesley nel 1242, ma il nome è di origine sassone ed indica la radura di Wine o un terreno aperto nel bosco. Ad Haugh c'era la casa di John de la Haghe nel 1281 e il nome sembrerebbe indicare un recinto o una siepe. Ashely era noto come Ashelegh nel 1279, essendo un bosco di frassini o forse una radura. Hartleigh era Hortleye nel 1289 e sembra derivare da hart clearing, indicando che parti della parrocchia erano utilizzate per la caccia in epoca sassone, e probabilmente anche in seguito. Turleigh stessa non è nominata nei documenti fino al 1341 come Turlinge, ma ancora una volta il nome è sassone e significa "perforare", un riferimento alla valle profonda. Sebbene gli insediamenti siano medievali, hanno tutti nomi sassoni e sembrerebbe probabile che almeno Winsley fosse occupata nel periodo sassone. Nel 1332 un documento con la citazione di luoghi sottoposti a tassazione mostra che 35 persone erano soggette a tasse e Winsley era più prospera di Broughton Gifford, ma meno di Holt. Uno dei maggiori contribuenti del tempo era John of Ayssheleghe. Si ritiene che sia Ashley sia Haugh fossero comunità di dimensioni ragionevoli fino al XV secolo, con campi a nord, che in seguito declinarono. Nel 1439 viene menzionato un mugnaio a Winsley, che forse si trovava sul fiume Avon ad Avoncliffe. La chiesa di Winsley fu costruita nel 1349 e probabilmente in precedenza era una struttura di epoca normanna. L'edificio più antico del villaggio è il campanile della chiesa. risalente al XV secolo. ma anche molte case sono antiche e risalgono al XVI secolo. Tra queste ci sono la parte originale di Burghope, la Turleigh Manor House della metà del XVI secolo, la Turleigh Farmhouse e la fattoria chiamata The Lyns. C'era un complesso industriale a Turley con l'edificio del mulino che ha origini del XVI secolo, anche se per alcuni secoli c'era stata una conceria. Il mulino era usato per fornire l'energia per estrarre il tannino dalla corteccia degli alberi e dall'inizio del XVII secolo diede lavoro a circa 50 persone.
La Winsley Manor House fu probabilmente ricostruita all'inizio del XVII secolo, c'è una pietra datata del 1612, ma esisteva da un po' di tempo prima. All'inizio del XVII secolo i principali proprietari terrieri erano John Raynold e Drew Druce. Turleigh Manor fu costruito alla fine del XVII secolo o all'inizio del XVIII secolo e a quell'epoca sia Winsley che Turleigh dovevano presentare un gradevole aspetto di case in pietra risalenti ai tre secoli precedenti. Per il maniero di Winsley e Turleigh non vi sono dati sufficientememte attendibili. A Murhill nacque un villaggio, probabilmente per ospitare i lavoratori nelle cave di pietra delle vicine cave e, in seguito, sulla cima della collina. Molte delle case più piccole a Winsley e Turleigh erano occupate da cavatori, scalpellini e conciatori. Nel 1801 fu aperta una cava a Conkwell, vicino al canale Kennet ed Avon, per ottenere pietra migliore per i lavori di muratura sul canale. Fu costruito un piano inclinato lungo il ripido pendio fino al canale, in modo che un carro carico che scendeva ne tirasse su uno vuoto fino alla cima. Si scoprì che la pietra di Conkwell non era molto buona e nel 1803 fu aperta un'altra cava a Murhill. Fu costruita una ferrovia in legno per far scendere i carri fino al canale. Qui si estraeva pietra che poi veniva trasportata col canale fino al 1808 circa. Nel territorio fu attiva la produzione di birra e malto anche se la maggior parte della parrocchia era terreno agricolo. Nel 1841 almeno tre quarti del terreno erano utilizzati per coltivazioni e per pascoli, principalmente nella valle del fiume, nei campi vicino a Winsley e Turleigh e con campi isolati sul terreno pianeggiante a nord. Intorno al 1831 fu istituito un Comitato di Salute Pubblica, seguendo l'esempio di Bradford, per affrontare la prospettiva di una possibile epidemia di colera. Sebbene i cottage qui non fossero così malsani come alcuni in città, il comitato apportò miglioramenti alla ventilazione, imbiancando i muri e drenando il terreno. La parrocchia civile fu inclusa nella Bradford Poor Law Union nel 1834 e i cittadini poveri vennero trasferiti nel workhouse dall'altra parte del fiume Avon ad Avoncliffe, da dove potevano guardare le loro vecchie case. Negli anni quaranta del XIX secolo a Turleigh c'era probabilmente un rivenditore di birra e suoi locali divennero poi il Prince of Wales. Grazie alla sua sorgente presso i Trows, Turleigh ebbe presto una fornitura di acqua corrente, con due fontanelle pubbliche. Negli ultimi anni del secolo le principali attività di Turleigh cessarono quando sia il mulino e sia conceria di Turleigh chiusero. Nel 1872 la parrocchia era diventata parte della Bradford Sanitary Division, in seguito Bradford Rural District Council. Il 10 luglio 1894 fu creata la parrocchia di Bradford Without, che comprendeva tutta l'antica parrocchia di Bradford, fatta eccezione per l'area urbana. L'11 agosto 1894 questa si divise in cinque parrocchie separate, una delle quali era Winsley, che copriva l'area della moderna parrocchia civile. All'inizio del XX secolo venne fondato il Winsley Sanatorium, che fu ampliato tra il 1911 e il 1919, quando vi potevano essere ospitati 45 pazienti. Fu nuovamente ampliato nel 1934 per ospitare 134 pazienti. Venne istituito per i residenti di Gloucestershire, Wiltshire, Somerset e Bristol, ma in seguito acquisì una reputazione internazionale. Divenne Winsley Chest Hospital e fu anche un'istituzione locale per la maggior parte del XX secolo. Un'altra istituzione locale, nata nel 1920, fu il Turleigh Club, affidato in custodia per il villaggio dal maggiore Scarth. Questo fornì un club, una sala di lettura e un giardino per gli abitanti del villaggio e rimase in uso fino al 1979. A sud-ovest, a Murhill, fino alla metà del XX secolo si coltivavano grandi quantità di fragole la maggior parte della produzione veniva spedita a Londra tramite la stazione ferroviaria di Limpley Stoke. Nel 1934 ci fu uno scambio di terreni tra le parrocchie di Bradford e Winsley per riordinare il confine. I villaggi ricevettero l'acqua corrente negli anni trenta seguita dal gas naturale. Un sistema fognario fu installato nei primi anni quaranta. Dopo la seconda guerra mondiale, ci furono dei cambiamenti a livello locale. Nel 1959 l'aumento del traffico aveva portato alla necessità di una tangenziale riconosciuta come un mezzo per alleggerire la stretta e tortuosa strada del villaggio di Winsley. Questo progetto di tangenziale impiegò quasi 40 anni per essere completato, attirando l'attenzione nazionale dopo che una parte era stata costruita, lasciando il traffico che la utilizzava per trovare la via d'uscita da un moderno complesso residenziale. La Sutcliffe School chiuse e nel 1992 Dorothy House acquistò gli edifici e li trasformò in un hospice, che attrae molta assistenza locale e raccolta fondi. Verso la fine degli anni novanta la circonvallazione fu finalmente completata e il villaggio di Winsley da quel momento fu attraversato solo da traffico locale. Nei primi anni del XXI secolo, il Bradford on Avon Rugby Club ha costruito campi e una club house a nord della circonvallazione e i terreni sono anche ampiamente utilizzati per allenamenti e partite di rugby e calcio junior.

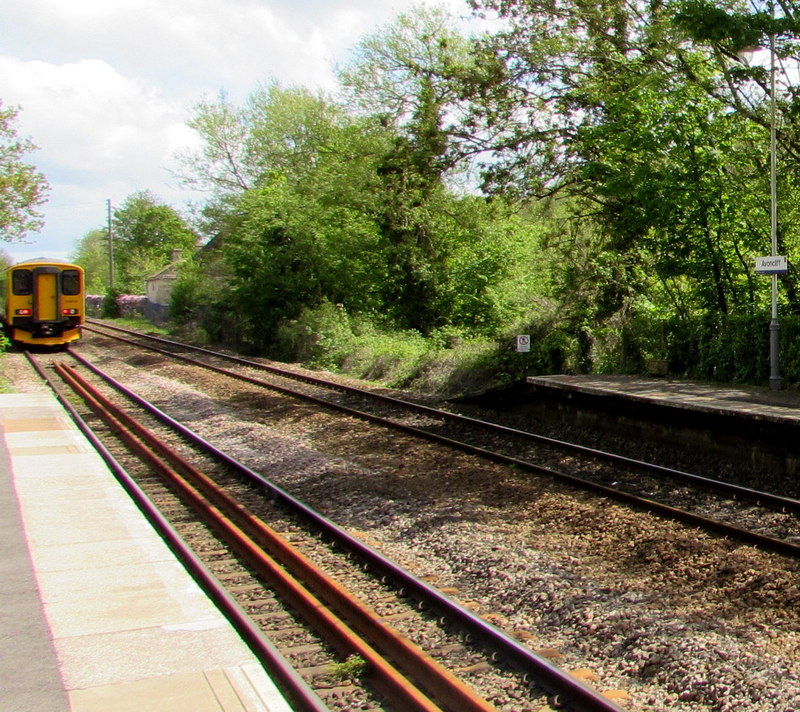
Infrastruttura ferroviaria a Winsley

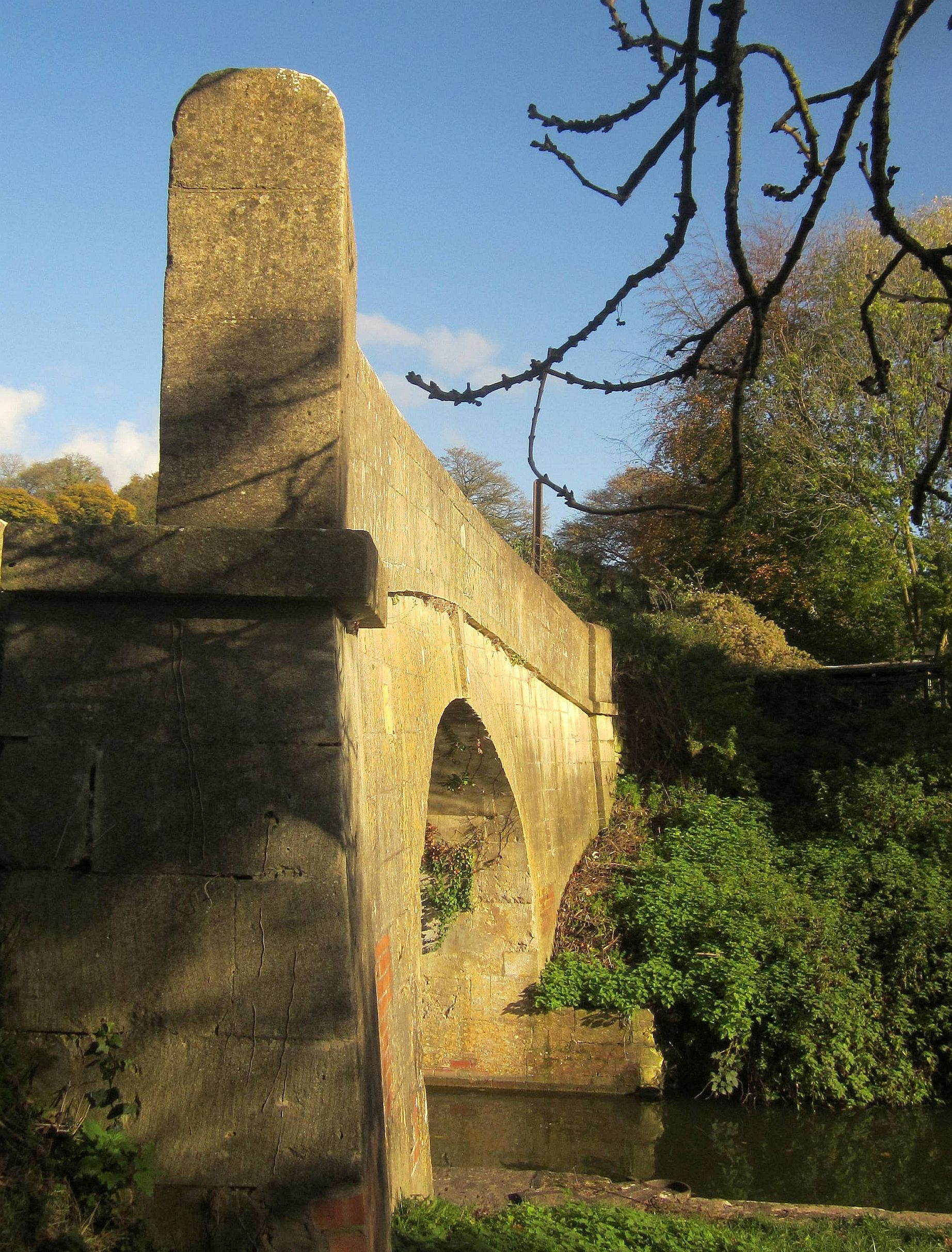
Ponte sul Kennet ed Avon Canal, Winsley

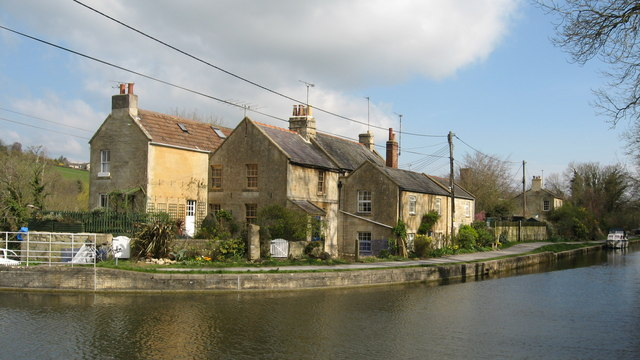
Cottages sul Kennet ed Avon Canal

## Monumenti e luoghi d'interesse
Nel territorio di Winsley sono presenti vari luoghi d'interesse:
- Chiesa di San Niccolò. Nel 1155 a Winsley vennero registrati due monaci, anche se potrebbero essere stati braccianti agricoli. Secondo i registri dell'abbazia di Shaftesbury, un monaco viveva lì o nelle vicinanze nel 1170. La canonica di Bradford on Avon ha un registro datato 1349 che menziona una cappella a Winsley. Al momento dello scioglimento dei monasteri, la cappella fu concessa al decano e al capitolo di Bristol nel 1542. Winsley ebbe un curato nel 1628 e godeva di piccole decime. Man mano che la popolazione di Winsley cresceva, cresceva anche il numero dei membri della chiesa e nel 1841 fu costruita una nuova chiesa, che conserva ancora la torre del XVI secolo che si unisce alla chiesa tramite un piccolo arco. La nuova chiesa era una delle tante ricostruite per disposizione del reverendo Harvey di Bradford on Avon. Questa costruzione creò occupazione quando la tessitura e l'estrazione di cave andarono in declino e servì a sostituire l'edificio originale che intanto era caduto in rovina. Si dice che una delle pietre del basamento della torre sia datata 1161, ma questa informazione è stata scartata e più correttamente indicata come 1761 o 1765. La torre ospita 3 campane che furono installate nel 1951. L'orologio della chiesa risale alla fine del XVIII secol, anche se potrebbe essere di 100 anni prima.[4]
- Cave di Winsley. Le cave di Murhill si trovano a ovest del villaggio di Winsley, sul bordo del livello dell'altopiano. La cava superiore, più grande, era nel 1905 il sito per il Winsley Sanatorium, poi villaggio per pensionati di Avon Park. La pietra di Murhill è stata utilizzata per la facciata della stazione di Bristol Temple Meads. La cava inferiore era nota come Engine Quarry perché vi era installata una sega a vapore per il taglio della pietra. Da lì, i blocchi di pietra venivano calati da una tramvia fortemente inclinata fino a un molo sulla riva del canale Kennet e Avon. Le gallerie alla base della faccia della cava erano scarichi che prendevano l'acqua dalle lavorazioni sotterranee. L'argine del percorso è chiaramente visibile nel campo chiamato Gold Hill. Le pareti sono molto ricoperte di vegetazione, ma si possono ancora vedere ampie aree di roccia.[5]
- Winsley Sanatorium. Negli anni 1890 un consorzio di ufficiali sanitari delle contee di Wiltshire, Somerset, Gloucestershire e Bristol decise che le vecchie cave di Murhill, Winsley sarebbero state il luogo ideale per costruirvi un ospedale per la cura della tubercolosi. La scelta fu dovuta al fatto che a quel tempo si pensava che l'aria fresca in abbondanza sarebbe stata fondamentale per la cura e la posizione del sito, in cima alla collina, avrebbe soddisfatto questa esigenza. Del resto le persone con disponibilità economiche a lungo avevano cercato l'aria pura delle Alpi o della Costa Azzurra. La costruzione dell'ospedale, progettato da Thomas Ball Silcock jr in collaborazione con Samuel Sebastian Reay, iniziò nel 1903, fu inaugurato nel 1905 e ampliato nel 1911. Cessò di curare la tubercolosi nel 1977, ma continuò a essere un ospedale per alcuni anni. Gli edifici dell'ospedale con alcuni nuovi sono diventati una casa riposo per anziani.[6][7]
- Dorothy House. Winsley House, fuori Bradford Road nel sud-ovest del villaggio, potrebbe avere avuto origini del XVII secolo. La Sutcliffe School acquistò e convertì la casa nel 1953 e vi aggiunse edifici scolastici. Dopo la chiusura della scuola nel 1992, il sito fu acquistato dall'ente di beneficenza Dorothy House, che gestisce un hospice per persone con malattie croniche. Si tratta di un monumento classificato di secondo grado per il suo particolare interesse storico e architettonico.[8]
- Chiesa metodista di Winsley. I metodisti arrivarono a Winsley nel 1740 quando John Wesley si fermò per colazione durante il suo viaggio verso Bradford-on-Avon. Le riunioni wesleyane iniziarono nel vicino villaggio di Monkton Farely prima di trasferirsi a Winsley nel 1810. L'edificio recente fu costruito nel 1903, con una scuola domenicale attiva e circa 30 membri. La scuola domenicale fu riattivata negli anni sessanta.[9]
- Winsley War Memorial